# Корисні копалини Таїланду
Корисні копалини Таїланду. 

## Загальна характеристика
Таїланд має в своєму розпорядженні багаті ресурси корисних копалин. Надра Т. містять природний газ, буре вугілля, олов'яні і стибієві руди, калійні солі, плавиковий шпат. Є також родов. нафти, горючих сланців, руд міді, заліза, цинку, свинцю, марганцю, вольфраму, ніобію, танталу, рідкісних земель, бариту, дорогоцінних каменів і невеликі родов. кам. вугілля, свинцю, золота, кухонної солі (табл. 1).
Таблиця 1. – Основні корисні копалини Таїланду станом на 1998-99 рр.
| Корисні копалини                         | Запаси       | Запаси   | Вміст корисного компоненту в рудах, % | Частка у світі, % |
| Корисні копалини                         | Підтверджені | Загальні | Вміст корисного компоненту в рудах, % | Частка у світі, % |
| Барит, тис. т                            | 9000         | 14000    | 90 (BaSO4)                            | 2,7               |
| Вольфрам, тис. т                         | 30           | 30       | 1 (WO3)                               | 1,2               |
| Залізні руди, млн т                      | 48           | 67       | 47 (Fe)                               |                   |
| Золото, т                                |              | 6        | 2,5 г/т                               |                   |
| Калійні солі в перерахунку на К2О, млн т | 75           | 150      | 25 (К2О)                              | 1                 |
| Марганцеві руди, млн т                   | 2            | 7        | 35 (Mn)                               | 0,1               |
| Мідь, тис. т                             |              | 560      |                                       |                   |
| Нафта, млн т                             | 40,6         |          |                                       |                   |
| Пентоксид ніобію, тис. т                 | 8            | 10       | 0,03 (Nb2O5)                          | 0,08              |
| Олово, тис. т                            | 600          | 700      | 0,4                                   |                   |
| Плавиковий шпат, млн т                   | 7            |          | 47 (CaF2)                             | 3,7               |
| Природний горючий газ, млрд м³           | 353          |          |                                       | 0,2               |
| Свинець, тис. т                          | 79           | 84       | 3,6 (Pb)                              | 0,1               |
| Стибій, тис. т                           | 270          | 270      | 5,4                                   | 6,2               |
| Пентоксид танталу, т                     | 8600         | 9200     | 0,04 (Та2O5)                          | 11,21             |
| Вугілля, млн т                           | 1663         | 2468     |                                       |                   |
| Цинк, тис. т                             | 905          | 1270     | 26,6 (Zn)                             | 0,3               |

## Окремі види корисних копалин
Нафта і газ. На тер. Т. виявлено понад 20 родов. нафти і газу. Б.ч. пром. запасів нафти зосереджена в бас. Пхітсанулок на півночі Менамської западини, де найбільшою є група родов. Сірікіт. Нафта приурочена до відкладів неогену. Нафти високопарафінисті (до 18%). Осн. частина ресурсів природного газу зосереджена в межах кайнозойської западини на шельфі Сіамської затоки, де продуктивні відклади олігоцену - ниж. міоцену. Найважливіші родов. – Ераван (доведені запаси 17,7 млрд м³) і група родов. структури “Б" (43,7 млрд м³ і 2 млн т конденсату). Виявлені також 2 родов. газу на плато Корат, приурочені до вапняків пермі.
У Сіамській затоці Таїланду в 1999 р. виявлено газоконденсатне родовище Артіт. Запаси його оцінюються в 85-170 млрд куб.м. У свердловині Артіт-15-IX (блок 15А), що за 39 км півн.-східніше родовища Бонгкот, компанія РТТЕР отримала притоки в 1.2 млн м³/добу газу і 194 т/добу конденсату з п'яти горизонтів сумарною ефективною потужністю 140 м. 
Вугілля. Пром. запаси бурого вугілля (лігнітів) приурочені до кайнозойських відкладів невеликих накладених западин на заході країни. Відомо 6 буровугільних басейнів, найбільше пром. значення мають басейни Мемо, Банпакха і Крабі. Продуктивні горизонти пов'язані з пліоценовими, рідше з четвертинними відкладами. У бас. Месот поряд з лігнітами залягають горючі сланці. У країні відомі також невеликі родов. кам'яного вугілля.
Радіоактивні мінерали. Тер. Т. перспективна з точки зору пошуків родов. радіоактивної сировини. Монацити з олов'яних розсипів районів Пхукет - Пхангнга - Такуапа і Ранонґ містять до 15,69% ThO2 і до 7% U3O8. Є ознаки ураномідної мінералізації в континентальних пісковиках юри на заході плато Корат. 
Тантал. За підтвердженими запасами танталу країна займає 4-е місце у світі (після Північної Кореї, Франції та Єгипту, 1999).
Вольфрам. Пром. запаси руд вольфраму пов'язані в осн. з корінними родовищами: метасоматичними покладами шеєліту (родов. Доймок), кварцовими жилами з каситеритом і вольфрамітом (родов. Дойнгом) і вольфраміт-кварцовими жилами в роговиках (родов. Кхаосу). Родов. всіх генетичних типів приурочені до гранітів пізнього тріасу і крейди. 
Мідь. Б.ч. пром. запасів руд міді зосереджена на північ від м. Лей, де відомі родов. мідно-порфірового штокверкового типу з прожилково-вкрапленим сульфідним зруденінням в г.п. тріасу.
Олово. Таїланд займає 4-е місце в Азії (після Китаю, Малайзії та Індонезії) за запасами руд олова (1999). За ресурсами олова Таїланд займає 5-е місце серед країн світу (після Бразилії, Китаю, Індонезії та Малайзії) – 9,7% світових ресурсів (4,5 млн т). 
Запаси олова в країні укладені в прибережно-морських і похованих алювіальних розсипах шельфу Андаманського моря і узбережжя провінцій Фангна і Канонґ, а також о.Пхукет. Усього в країні виявлено понад 135 розсипних родов. в 20 оловорудних районах. Б.ч. пром. запасів зосереджена на о. Пхукет і шельфі Андаманського м. (до глиб. 65 м). Переважають алювіальні, в т.ч. поховані, поклади потужністю від дек. см до 40 м. Вміст каситериту в пісках досягає 1 кг/м³. Розсипи концентруються в межах масивів гранітів крейди і пізнього тріасу. Оловоносні розсипи містять також ніобій, тантал і рідкісноземельні елементи.
Поліметали. Осн. частина ресурсів свинцево-цинкових і цинкових руд сконцентрована на півн.-захід від м. Бангкок біля кордону з Бірмою. 
Стибій (сурма). За загальними запасами стибієвих руд Т. займає 4-е місце у світі (після Китаю, Росії і Болівії, 1999), за ресурсами – поділяє 4-е місце у світі разом з Болівією (після Китаю, Таджикистану і Росії, 1999), за підтвердженими запасами – 3-є місце (після Китаю і Болівії, 1999). Родов. приурочені до складчастого пояса на заході країни (найбільше родов. Бонсонґ, запаси стибію 50 тис. т). Інші родов. відомі до південь від м. Бангкок, в провінціях Лампанґ і Чіангмай на півночі країни.
Таїланд багатий на гірничохімічну сировину (флюорит, барит, калійні солі). Більша частина проммслових запасів бариту зосереджена в жильних родов. на північ від м. Лей. Запаси калійних солей сконцентровані на плато Корат в соленосних басейнах (загальна пл. понад 62 тис. км²) в синеклізах Саконнакхон і Корат. Мінерали: карналіт з домішкою тахіангідриту, сильвініту і ґаліту. Макс. вміст Ка2О 17-18%. Родов. флюориту розташовуються у вузькій смузі по зах. борту Менамської западини і далі на північ вздовж ланцюжка дрібних кайнозойських западин. Тут відомі флюоритові жили і метасоматичні руди. 
Дорогоцінні камені. У провінціях Чантхабурі, Трат, Сісакет, Канчанабурі і Пхре виявлені великі родов. дорогоцінних каменів – рубіну, сапфіру, ґранатів, циркону, шпінелі і хризоліту. Родов. пов'язані г.ч. з кайнозойською формацією лужних нефелінових базальтів і представлені залишковими елювіальними розсипами в корі вивітрювання і делювіально-алювіальними  розсипами ближнього зносу (Бангкхаг, Канбурі, Боплой і інш.).
Інші корисні копалини. У країні відомі також невеликі родов. залізних і марганцевих руд, розсипні і корінні родов. руд золота. З нерудних виявлені родов. вапняку в різних районах країни, мармуру, керамічних глин, каоліну, кварцового піску, гіпсу і інш.